# Нокс (округ, Небраска)
Шаблон:StateAbbr_ 42°38′ пн. ш. 97°53′ зх. д. / 42.63° пн. ш. 97.88° зх. д.
Округ Нокс (англ. Knox County) — округ (графство) у штаті Небраска, США. Ідентифікатор округу 31107.

## Історія
Округ утворений 1854 року.

## Демографія
За даними перепису 
2000 року 
загальне населення округу становило 9374 осіб, усе сільське.
Серед мешканців округу чоловіків було 4609, а жінок — 4765. В окрузі було 3811 домогосподарств, 2594 родин, які мешкали в 4773 будинках.
Середній розмір родини становив 2,98.
Віковий розподіл населення поданий у таблиці:
| Стать    | До 15 років | 15-21 | 22-29 | 30-39 | 40-49 | 50-65 | 65-85 | Понад 85 |
| -------- | ----------- | ----- | ----- | ----- | ----- | ----- | ----- | -------- |
| Чоловіки | 961         | 431   | 273   | 520   | 696   | 787   | 826   | 115      |
| Жінки    | 955         | 371   | 271   | 485   | 677   | 780   | 995   | 231      |

## Суміжні округи
- Бон-Ом, Південна Дакота — північ
- Янктон, Південна Дакота — північний схід
- Седар — схід
- Пієрс — південний схід
- Антелоуп — південь
- Голт — захід
- Бойд — північний захід
- Чарлз-Мікс, Південна Дакота — північний захід

## Виноски
1. ↑  US Decennial Census. US Census Bureau. Архів оригіналу за 26 квітня 2015. Процитовано 8 грудня 2014.
2. ↑  Historical Census Browser. University of Virginia Library. Архів оригіналу за 11 серпня 2012. Процитовано 8 грудня 2014.
3. ↑  Population of Counties by Decennial Census: 1900 to 1990. US Census Bureau. Процитовано 8 грудня 2014.
4. ↑  Census 2000 PHC-T-4. Ranking Tables for Counties: 1990 and 2000 (PDF). US Census Bureau. Процитовано 8 грудня 2014.
5. ↑  State & County QuickFacts. US Census Bureau. Архів оригіналу за 7 червня 2011. Процитовано 21 вересня 2013.(англ.) Наведено за англійською вікіпедією.
6. ↑  American FactFinder. Бюро перепису населення США. Архів оригіналу за 26 лютого 2012. Процитовано 31 січня 2008.

| США | Це незавершена стаття з географії США. Ви можете допомогти проєкту, виправивши або дописавши її. |